# 34312 Deahaupt
2000 QO188 (asteroide 34312) é um asteroide da cintura principal. Possui uma excentricidade de 0.05413054 e uma inclinação de 3.23446º.
Este asteroide foi descoberto no dia 26 de agosto de 2000 por LINEAR em Socorro.